# روز ماكيفر
فرانسيس روز ماكيفر (ولدت 10 أكتوبر 1988) ممثلة نيوزلندية.
منذ مارس 2015 تألقت بدور رئيسي في شبكة سي دبليو التلفزيونية أنا زومبي بدور طبيب شرعي اسمها أوليفيا «ليف» مور.

## روابط خارجية
- روز ماكيفر على موقع IMDb (الإنجليزية)
- روز ماكيفر على موقع ألو سيني (الفرنسية)
- روز ماكيفر على موقع تيرنر كلاسيك موفيز (الإنجليزية)
- روز ماكيفر على موقع أول موفي (الإنجليزية)
- روز ماكيفر على موقع قاعدة بيانات الأفلام السويدية (السويدية)
- روز ماكيفر على موقع قاعدة بيانات الفيلم (الإنجليزية)
- روز ماكيفر على موقع كينوبويسك (الروسية)